# John Rawls
John Bordley Rawls (/rɔːlz/; * 21. tháng 2 1921; † 24. tháng 11 2002) là một triết gia đạo đức và chính trị Mỹ, giáo sư đại học Harvard. Ông nhận được giải thưởng Schock trong lĩnh vực Logic và triết học, cùng với huy chương nhân văn quốc gia năm 1999 (được trao bởi tổng thống Bill Clinton, để ghi nhận những đóng góp của ông về việc "đã giúp cả một thế hệ những người tri thức Mỹ phục hồi lại đức tin của họ vào nền dân chủ chính mình").
Kiệt tác của ông, Một lý thuyết về công lý (1971), vào thời gian nó ra đời đã được đánh giá là "công trình nghiên cứu quan trọng nhất trong lĩnh vực triết học đạo đức kể từ khi thế chiến thứ 2 kết thúc" và hiện tại là "một trong những tài liệu nền tảng của triết học đạo đức". Những nghiên cứu của ông trong lĩnh vực triết học chính trị, được biết dưới cái tên Rawlsianism, đều được bắt đầu dưới một lập luận nền tảng:"những nguyên lý hợp lý nhất của công lý là những điều mà tất cả mọi người có thể chấp nhận và đồng ý từ một vị trí công bằng". Ông cố gắng xác định những nguyên lý của công lý xã hội bằng một số những thí nghiệm suy tưởng như khái niệm nổi tiếng vị thế khởi nguyên, trong đó mọi người đều bình đẳng ở sau một bức màn vô minh. Ông là một trong những nhà tư tưởng truyền thống lớn của nền triết học chính trị tự do. Nhà triết học người Anh Jonathan Wolff cho rằng "trong khi có thể có một cuộc tranh cãi về các triết gia chính trị quan trọng thứ hai của thế kỷ 20, có thể sẽ không có tranh chấp về người quan trọng nhất: John Rawls".

## Đóng góp
Rawls được biết đến nhiều nhất vì những nghiên cứu của mình về triết học chính trị tự do. Những tư tưởng nhận được nhiều sự chú ý nhất của ông:
- Công lý - công bằng
- Vị trí đầu tiên
- Sự quân bình từ suy tưởng
- Sự đồng thuận chồng khớp
- Lý lẽ công chúng
- Bức màn vô thức

Có một sự đồng thuận chung trong giới hàn lâm rằng, tác phẩm Một lý thuyết về công bằng đóng vai trò quan trọng cho một sự hồi sinh trong việc nghiên cứu triết học chính trị. Các nghiên cứu của ông được biết đến đặc biệt rộng rãi trong giới nghiên cứu và học giả trong rất nhiều những lĩnh vực mang tính xã hội như kinh tế học, chính trị học, xã hội học, tâm lý học... Ông nổi tiếng hơn hầu hết những triết gia chính trị cùng thời, phương pháp luận và lý thuyết của ông thường xuyên được trích dẫn bởi nhiều tòa án của liên bang Hoa Kỳ và Canada. Tư tưởng của ông cũng có những ảnh hưởng lớn lên nhiều chính trị gia của Hoa Kỳ và vương quốc Anh.

## Tác phẩm
Trong sự nghiệp nghiên cứu của mình, John Rawls đã cho ra đời 3 quyển sách. Quyển đầu tiên, Một lý thuyết về công bằng, tập trung vào việc phân phối công lý và cố gắng giải quyết những mâu thuẫn giữa tự do và bình đẳng. Quyển thứ hai, chủ nghĩa tự do chính trị, đi sâu vào câu hỏi: "làm thế nào để những công dân, những người có những khác biệt sâu sắc về những quan điểm triết học và tôn giáo có thể ủng hộ một chế độ dân chủ lập hiến?" Quyển thứ ba, Luật của con người, tập trung vào những vấn đề công lý mang tính toàn cầu.

### Một lý thuyết về công lý
Công trình nghiên cứu đầu tiên của ông được xuất bản năm 1971, với mục đích giải quyết những mâu thuẫn có vẻ như đang tồn tại giữa tự do và bình đẳng. Tuy nhiên, ông không cố gắng thực hiện một hành động cân bằng, thứ có thể hỗ trợ hoặc làm suy yếu tuyên bố mang tính đạo đức của một giá trị khi được so sánh với những giá trị khác. Ông muốn chỉ ra rằng, khái niệm về tự do và bình đẳng có thể được thống nhất lại với nhau trong cái mà ông gọi là công lý - công bằng. Bằng cách diễn giải một viễn cảnh thích hợp vị thế khởi nguyên, cái mà chúng ta nên bắt đầu từ đó để tư duy về công lý, Rawls hy vọng cái bị coi là mẫu thuẫn không thể dung hòa giữa tự do và bình đẳng thực chất chỉ là một ảo ảnh.

## Tiếp nhận và ảnh hưởng
John Rawls là chủ đề của A Theory of Justice: The Musical! một vở hài nhạc kịch, được quảng cáo là "tất cả ca hát, tất cả nhảy múa trong suốt 2.500 năm triết lý chính trị". Vở nhạc kịch được công chiếu tại Oxford năm 2013 và được diễn lại tại Edinburgh Festival Fringe.